# 中華民國陸軍機械化步兵第二三四旅
陸軍機械化步兵第二三四旅（英語：234 Mechanized Infantry Brigade），為中華民國國軍駐守於臺中市、嘉義縣的陸軍部隊，編配在陸軍第十軍團指揮部。隊名「長城部隊」。部隊傳承自陸軍步兵第二三四師（在精實案解編前，本師師部位於臺中市后里區，因此有「后里師」之稱）。

## 沿革

### 大陸時期
- 1929年4月，黃埔軍校軍官教育團時期：在廣州成立黃埔軍校軍官教育團，由黃埔軍校學生大隊編組而成，蔣中正校長兼任團長。軍官教育團成立後，轄三個大隊，教育團隸屬校軍建制。
- 1929年6月，教導第二師第二旅時期：黃埔軍校實施軍官教育團改編，以原軍官教育團為基幹，擴編為教導第二師，師長張治中。教導第二師編成後，師轄三旅，其中第二旅(轄兩個團)為原軍官教育團改編。十九年五月中原討逆戰役期間，原軍官教育團第一團團長關麟徵因戰功調升第二旅旅長。
- 1931年1月，陸軍第四師第十一旅時期：教導第二師，奉令改編為第四師，師長徐庭瑤。第二旅更銜為第十一旅(轄第21團、第22團)。
- 1932年3月，陸軍第四師獨立旅時期：國軍實施整編，第四師改制為兩旅四團制，其原屬第十一旅，改編獨立旅，旅長關麟徵。仍隸第四師建制。原轄第二十一團及第二十二團兩個團，改番號為第一團，團長張耀明及第二團，團長張漢初。
- 1933年1月，陸軍第二十五師時期，獨立旅因攻克安徽金家寨有功，於安徽蚌埠擴編為陸軍第二十五師，師長關麟徵。擴編後轄：第七十三旅(旅長杜聿明：轄第一四五團，團長戴安瀾；第一四六團，團長梁愷)。第七十五旅(旅長張耀明：轄第一四九團，團長王潤波；第一五○團，團長張漢初)。工兵營、騎兵連、通信連及特務連等單位。五月增設一個補充兵團(團長李鈞)，嗣後，於民國二十四年十二月裁撤。迄民國二十六年初，師的編裝如下：師長關麟徵、副師長杜聿明、參謀長姚國俊。師轄：師直屬部隊：特務連、騎兵連、通信營、工兵營、輜重營、衛生隊和野戰醫院。第七十三旅；旅長梁愷，下轄：第一四五團，團長戴安瀾；第一四六團，團長鄭明新。第七十五旅：旅長張耀明，下轄：第一四九團，團長覃翼之；第一五○團，團長張漢初。每個步兵團轄三個步兵營、直屬特務、通信、擔架三個排，衛生及輸送兩個隊。每個步兵營轄三個步兵連、一個機槍連、一個迫擊砲排。每個步兵連配賦輕機槍九挺，步槍約一百支；機槍連配賦馬克沁重機槍六挺。全師官兵約一萬一千餘人，騾馬亦齊全。[1]
- 1933年3月，師參加古北口戰役，創下以寡擊眾、以弱敵強的輝煌戰績，經賜名「長城部隊」。
- 1937年7月, 七七事變後，國民革命軍第五十二軍於陝西咸陽編成，旋移防河北保定，隸屬第一戰區，軍長關麟徵。下轄第二師，師長鄭洞國；第二十五師，師長張耀明。參加平漢路北段作戰。
- 1938年1月，轉進至魯南，參加徐州會戰，3月在台兒莊戰役中表現出色，頗受好評。
- 1938年7月, 參加武漢會戰外圍的江西瑞昌戰役。會戰結束後，師奉令於鄂南蒲圻整訓。
- 1939年9月, 參加第一次長沙會戰。
- 1940年2月，遵照民國二十七年頒佈之國軍陸軍師編制，編制改為三三制。補充團裁併至各步兵團。改編後；師原轄的第七十三旅及第七十五旅撤銷，第一四五團改番號為第七十三團，第一四六團改番號為第七十四團，第第一五○團改番號為第七十五團。第一四九團改番號為第五八三團，移編給第一九五師；另將原一九五師之第一三一團改編為師補充團，師原補充團番號撤銷。
- 1940年10月，師奉令移防西平孟關及滇南馬關、老河口等中越邊境擔任守備任務。
- 1941年1月，師奉令調駐一雲南文山、硯山、馬關等地。
- 1942年2月，師奉移弓防桂鎮南關、滇南馬關、麻栗坡等處國境，擔任守備。
- 1945年8月，師隨第五十二軍於九月二十日抵達海防，擔任受降事宜後，駐防海陽，直至同年十月底，奉令由海防附近之塗山半島海軍東北。
- 1946年，第五十二軍從海防由美軍船運秦皇島，一路沿北寧鐵路經長城攻入東北，進佔瀋陽。1946年10月，在新開嶺戰役中，東北民主聯軍第四縱隊發動進攻，全殲國軍第五十二軍第二十五師，俘虜少將師長李正誼[2]。此戰後，國軍重建第五十二軍第二十五師。
- 1948年10月31日，遼瀋會戰中，該軍南下營口準備進行海上撤退，與南下追擊的解放軍東北野戰軍第九縱隊及獨立二師遭遇，解放軍殲滅第五十二軍第二師全部、第二十五師大部和軍屬輜重團共1.48萬人[2]。第二十五師餘部順利登船，轉進上海。

### 臺灣時期

#### 戡亂時期
- 1949年5月22日，由上海轉進至臺灣，陸軍第五十二軍由上海撤向舟山群島.
- 1949年6月，陸軍第五十二軍自舟山移防至臺灣澎湖，擔任駐守澎湖群島的守備任務。一個月後，陸軍第五十二軍奉令調回臺灣。
- 1954年，與陸軍第四十師之一部併編為「陸軍步兵第三四師」。
- 1959年4月，執行「前瞻計畫」改編為陸軍前瞻步兵師。
- 1964-1965年，駐防金門烈嶼地區(金門縣夏墅 忠靈塔)[3]。
- 1967年，擔任首都衛戍師(臺北衛戍師)。
- 1970年1月，執行「嘉禾二號專案」改編為陸軍野戰重裝步兵師。
- 1969-1971年，駐防金門金西地區, 駐防期間建造金門慈堤[4]
- 1973年5月，擔任首都衛戌師(臺北衛戍師)。
- 1974年12月移防金門南雄
- 1976年1月，變更番號為「陸軍步兵第四七師」。8月，再度變更番號為「陸軍步兵第二三四師」。
- 1976年12月，由金門金西移駐金門南雄。
- 1977年年初，移防嘉義，師部進駐中庄。
- 1981年3月，移防桃園，師部進駐高山頂，10月參加「漢武演習」雙十節國慶閱兵大典。
- 1982年3月擔任首都衛戍師(臺北衛戍師)。
- 1983年，師部進駐桃園下湖，3月16日本師終止首都衛戍師任務，改由國防部憲兵司令部第201、202、206指揮部接手首都警衛任務。
- 1984年9月，代理南下參加師對抗的陸軍步兵第二二六師(關渡師)守臺北防區（師部今之關渡指揮部）3個月後，師部移駐桃園大湳。
- 1986年春，執行「長春一號演習」，701旅及1砲兵營參加，代表藍軍，對抗紅軍陸軍步兵第一一七師
- 1986年8月師部由桃園大湳移駐台中太平車籠埔營區，砲指部由桃園虎頭山移駐南投明德營區，700旅進駐台中新社中興嶺營區，701旅1987年由九龍村營區進駐台中太平坪林營區擔任新訓任務。
- 1987年春，執行「長青一號演習」與陸軍步兵第二六九師進行師對抗(藍軍234師是主導師，292師一個旅，269師則有1、5、7這三個營參加這次師對抗...)
- 1992年5月中旬因應營區營舍改建，師部由車籠埔移駐后里。

#### 精實時期
- 1999年7月1日，因實施「精實案」，陸軍步兵第二三四師第七OO旅（原教導第二師第二旅之一部、第二十五師第七十三旅、第三四師第一OO旅）於嘉義中庄擴編為「陸軍摩托化步兵第二OO旅」。
- 1999年7月15日，「陸軍摩托化步兵第二OO旅」編成點閱，由陸軍步兵第二三四師主力的部隊－七OO旅轄步兵第一、二、三、四、六營、砲兵第九三六營、支援營（補給、保修、運輸、衛生）旅部連、裝甲騎兵連、反裝甲連（第一O九機械化師移編）、化學兵連、工兵連、通信連等編成，首任旅長洪廷舉少將。
- 1999年7月2日，因實施「精實案」，「陸軍步兵第二三四師」改編為「陸軍第三四師指揮機構」，並由后里移駐成功嶺，已非實兵部隊，首任師長洪文波少將。
- 1999年8月1日，「陸軍第三四師」成為成功嶺指揮機構。
- 2004年11月8日，陸軍大部隊實兵對抗中斷數年，旅級部隊對抗恢復實兵舉行。這也是國軍精實案後首次大規模實兵旅對抗。由 陸軍第八軍團指揮部（南部地區）納編相關單位編成統裁部和操演部隊，執行「長勝八號」操演，與陸軍摩托化步兵第二六九旅進行對抗演練。

#### 精進時期
- 2005年4月1日，因實施「精進案」，「陸軍摩托化步兵第二OO旅」（旅部）於臺中竹坑與「陸軍裝甲步兵第三七三旅」（所屬營連）併編為「陸軍機械化步兵第二OO旅」，部隊代號「古北部隊」。下轄4個機械化步兵營、1砲兵營、1個戰車營與戰鬥支援部隊，首任旅長杜建興少將。
- 2007年1月，戰車營移編至陸軍蘭陽地區指揮部。
- 2007年7月，陸軍第三四師裁編，末代師長王信龍少將。
- 2010年12月5日，由 陸軍第八軍團指揮部（南部地區）納編相關單位編成統裁部和操演部隊，執行「長勝十三號」操演，與機械化步兵第二六九旅對抗，歷時五天四夜跨作戰區演習。

#### 精粹時期
- 2013年4月1日，因實施「精粹案」，「陸軍機械化步兵第二OO旅」更銜為「陸軍機械化步兵第二三四旅」，以傳承陸軍步兵第二三四師番號，部隊代號回復為「長城部隊」[5]，首任旅長張俊達少將。
- 2013年12月21日至27日，由 陸軍第八軍團指揮部（南部地區）納編相關單位編成統裁部和操演部隊，執行「長勝十四號」操演，與六軍團裝甲五四二旅進行對抗演練。
- 2016年1月末，執行「聯勇105-1、2號操演」於屏東恆春完成旅帶營地空整體作戰任務。
- 2016年10月，執行「長青十五號演習」與陸軍裝甲第五四二旅進行聯兵旅對抗，區域範圍涵蓋新竹至屏東地區，由陸軍第十軍團指揮部納編相關單位編成統裁部和操演部隊，統裁官由陸軍第十軍團指揮官周皓瑜中將擔任，雙方動員兵力合計達5900人。
- 2017年12月初，執行「聯勇106-7、8操演」於屏東恆春完成旅帶營地空整體作戰任務。
- 2019年8月初，執行「三軍聯合作戰測考108-5號操演」於三軍聯合作戰訓練基地實施日間攻擊課目，無間斷、多元化作戰效能，不僅增進官兵實戰經驗與膽識，亦有助強化軍種聯合作戰整體戰力。
- 2019年11月29日，陸軍機步234旅機步3營2連1排於金湯營區實施機步排輪訓結訓，並與友軍機步333旅機步2營3連1排締結為「兄弟排」。

### 可恃戰力
- 2020年6月17日，陸軍機步234旅下屬的聯合兵種營舉辦編成典禮。
- 2023年4月11日～2023年4月13日，陸軍機步234旅聯兵一營實施營級作戰計畫演練暨立即出動作戰。

## 組織

### 直屬單位
- 旅部連（清泉崗營區）
- 通資連（清泉崗營區）
- 保修連（清泉崗營區）
- 工兵連（清泉崗營區）
- 砲兵營（清泉崗營區）
- 聯兵一營（中庒營區）
- 聯兵二營（清泉崗營區）
- 聯兵三營（竹坑營區）

### 下轄單位
- 機械化步兵第一營（營部連+機步連x3）（中庄營區）
- 機械化步兵第二營（營部連+機步連x3）（竹坑營區）
- 機械化步兵第三營（營部連+機步連x3）（竹坑營區）
- 戰車營（營部連+戰車連x3）（竹坑營區）
- 砲兵營（營部連+砲兵連×3）（竹坑營區）

### 直屬單位
- 旅部連（南大營區）
- 通資連（南大營區）
- 保修連（南大營區）
- 工兵連（南大營區）

### 下轄單位
- 聯合兵種第一營（戰鬥支援連+火力支援連+戰車連+機步連x2）（中庄營區）
- 聯合兵種第二營（戰鬥支援連+火力支援連+戰車連+機步連x2）（南大營區）
- 聯合兵種第三營（戰鬥支援連+火力支援連+戰車連+機步連x2）（竹坑營區）
- 砲兵營（營部連+砲兵連×3）（南大營區）

## 長城部隊隊歌
- 作曲：宋坤助
- 作詞：汪多志
- 編曲：雷克斯音樂工作室

巍巍長城 中華屏障 陸軍雄師 衛我國疆

英勇的長城部隊 像鋼鐵一般堅強

關外驅日寇 遠征滇緬邊 東北剿赤匪 上海保衛戰

我們是百戰的戰士 我們是陸軍的中堅

服從守紀 忠勇剽悍 長城部隊 所向無敵

發揚光榮的傳統 挑起歷史的重擔

## 隊徽含義

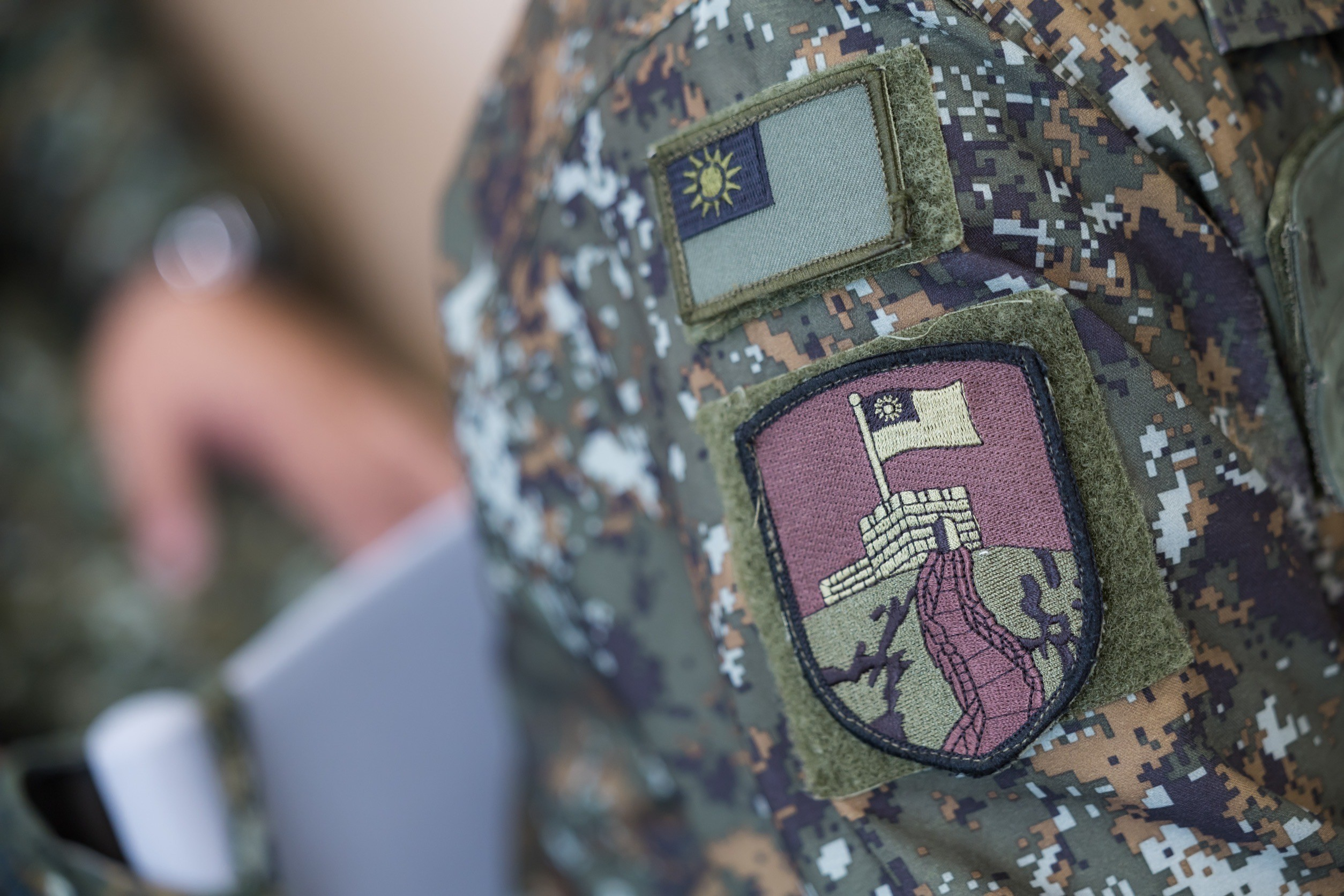
機步二三四旅「長城部隊」臂章

中華民國國旗飄揚在萬里長城古北口青山之上，照看蒼穹大地。

弘揚長城部隊於民國二十二年「長城古北口戰役」精神。

## 相關
- 國民革命軍第五十二軍
- 陸軍機械化步兵第三三三旅
- 陸軍機械化步兵第二六九旅

## 引用
1. ↑  國民革命軍陸軍第五十二軍軍史
2. 1 2  李新總主編，中國社會科學院近代史研究所中華民國史研究室編，韓信夫、姜克夫主編 (编). . 北京: 中華書局. 2011. ISBN 978-7-1010-7998-2.
3. ↑  蔡添丁先生編輯金門戰地史蹟論壇- 長城部隊於小金門  （页面存档备份，存于）
4. ↑  蔡添丁先生編輯金門戰地史蹟論壇-流金歲月軍人影像  59年長城部隊
5. ↑  更銜傳承榮耀 機步234旅營區開放 的存檔，存档日期2015-02-16.，施楚材，青年日報，中華民國國防部青年日報社，2013/3/31